# Leucin
Leucin (Leu, L) je esencijalna (ljudsko tijelo je ne može sintetizirati) aminokiselina. Leucin je hidrofobna aminokiselina i izomer je izoleucina.
(CH3)2CHCH2CHNH2COOH 
  2-amino-4-metil-pentatonska kiselina.
Leucin nalazimo u mnogim prehrambenim namirnicama kao što su: mliječni proizvodi, teletina, svinjetina, piletina i lisnato povrće. 